# Záchrana nukleotidů
Záchrana nukleotidů je cestou, ve které jsou nukleotidy (puriny a pyrimidiny) syntetizovány z meziproduktů v degradační cestě pro nukleotidy.
Pochody záchrany se používají k regeneraci bází a nukleosidů, které vznikají během degradace RNA a DNA. To je důležité v některých orgánech, protože některé tkáně nemohou podstoupit de novo syntézu.
Záchraněné báze a nukleosidy pak mohou být převedeny zpět na nukleotidy. Záchranné cesty jsou cíle pro vývoj léků, jedna rodina se nazývá antifoláty.

## Substráty
Záchranná cesta vyžaduje odlišné substráty pro puriny a pyrimidiny.

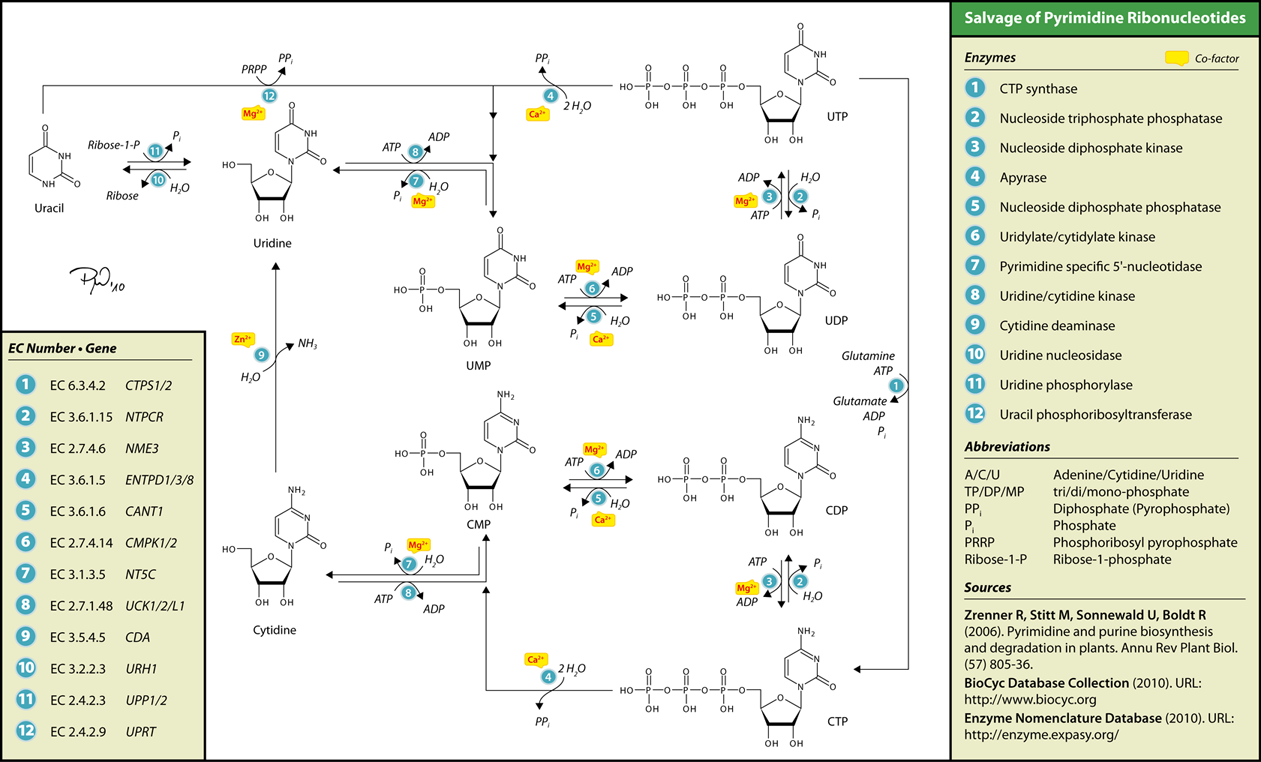
Zachycení pyrimidinových ribonukleotidů.

### Pyrimidiny
Uridinfosforyláza nebo pyrimidinnukleosidfosforyláza přidává ribosu-1-fosfát k volné bázi uracilu, čímž vzniká uridin. Uridinkináza (uridin-cytidinkináza) pak může fosforylovat tento nukleosid na uridinmonofosfát (UMP). UMP/CMP kináza může fosforylovat UMP na uridindifosfát, který může nukleosiddifosfátkináza fosforylovat na uridintrifosfát.
Thymidinfosforyláza nebo pyrimidinnukleosidfosforyláza přidá 2-deoxy-alfa-D-ribóza-1-fosfát k thyminu, čímž vzniká thymidin. Tymidinkináza pak může tuto sloučeninu fosforylovat na thymidinmonofosfát (TMP). Thymidylátkináza může fosforylovat TMP na thymidindifosfát, který může nukleosiddifosfátkináza fosforylovat na thymidintrifosfát.
Nukleosidy cytidin a deoxycytidin mohou být zachovány po uracilové cestě cytidindeaminázou, která je převede na uridin a deoxyuridin. Alternativně je může uridincytidinkináza fosforylovat na cytidinmonofosfát (CMP) nebo deoxycytidinmonofosfát (dCMP). UMP/CMP kináza může fosforylovat (d)CMP na cytidindifosfát nebo deoxycytidindifosfát, který může nukleosiddifosfátkináza fosforylovat na cytidintrifosfát nebo deoxycytidintrifosfát.

### Puriny
Fosforibosyltransferázy přidávají aktivovaný ribóza-5-fosfát (fosforibosylpyrofosfát, PRPP) na báze, čímž se vytváří nukleosidové monofosfáty. Existují dva typy fosforibosyltransferáz: adeninfosforibosyltransferáza (APRT) a hypoxantin-guanin fosforibosyltransferáza (HGPRT). HGPRT je důležitým enzymem v metabolismu purinových cest a jeho nedostatek způsobuje Leschův-Nyhanův syndrom.
| Báze        | Enzym                                                 | Nukleotid |
| hypoxanthin | hypoxanthin / guanin fosforibozyl transferáza (HGPRT) | IMP       |
| guanin      | hypoxanthin / guanin fosforibozyl transferáza (HGPRT) | GMP       |
| adenin      | adenin fosforibosyltransferáza (APRT)                 | AMP       |

## Biosyntéza folátů
Kyselina tetrahydrofolová a její deriváty se vyrábějí cestami záchrany z GTP. 